# Кімври

Маршрут руху кімврів та тевтонів. Місця основних битв

Кімври, Кімбри, Кімерії (лат. Cimbri) — велике плем'я, що заселяло спочатку північ Ютландського півострова. На думку більшості античних авторів кімври були германським племенем, проте сучасні історики припускають високу ймовірність того, що кімври були кельтами.

## Історія
Приблизно в 120 до н. е. кімври разом з тевтонами і амбронами рушили на південь і в районі долини Дунаю вступили в контакт з римлянами.
Здобувши в 113 до н. е. перемогу над римлянами при Норії в Норіку, пройшли потім на північ в Галлію, де завдали римлянам ряд поразок (в 109, 107, і найважчу — в битві при Араузіоні в 105). В Іспанії, однак, вони отримали відсіч від місцевих племен — кельтиберів.
У 102 до н. е. кімври рушили на Рим, але в 101 до н. е. були розгромлені при Верцеллах військами римського полководця Гая Марія — так само, як за рік до цього були розбиті племена тевтонів.
Вважають, що частина кімврів з Ютландії близько 180 року попрямувала вздовж узбережжя Балтійського моря на схід — в район, який пізніше став Пруссією.
Російський історик Татіщєв В. Н. писав про кімврів: «Те ж і про кімеріїв розповідають, що на прапорах мали ведмедя.»

## Проблема етнічної належності кімврів
Існує питання про те, якою мовою розмовляли кімври: кельтською або германською. Проблема полягає в тому, що в античності греки й римляни використовували терміни «галли», «кельти», «германці» для позначення всіх сусідів на північ від себе, не вдаючись у мовні та культурні відмінності між ними. Мабуть, Юлій Цезар був першим, хто почав відрізняти кельтів від германців, в першу чергу з політичних міркувань (для обґрунтування кордону по Рейну). Але навіть Цезарю і Тациту не завжди можна вірити у віднесенні варварських племен до германців або кельтів.
Більшість античних джерел відносять кімврів до германців, проте деякі відносили їх до кельтів.
Існують нечисленні прямі свідчення про мову кімврів. Говорячи про Північний океан (Балтійське море або Північне море), Пліній Старший вказує: «Філемон говорить, що воно називається Morimarusa, тобто Мертве море, мовою кімврів, до миса Рубе, а після нього — Кроніум.» Галльські слова, що позначали «море» і «мертвий», звучали mori і *maruo-(відповідно muir і  marbh в ірландській, môr і marw у сучасній валлійській). Відоме подібне слово для «моря» в германських мовах, однак з голосним a в корені (*mari-), тоді як німецький когнат ірландського marbh невідомий у жодній германській мові. І все ж, враховуючи, що Пліній записав ці слова не безпосередньо від кімврського співрозмовника, не можна виключати, що фактично це були галльські слова.
Відомі імена кімврських вождів схожі на кельтські, в тому числі: Бойоріг (що може означати «цар бойїв» або, точніше, «цар молотобойців»), Гезоріг («цар списів»), і Лугій (можливо, на честь кельтського бога Луга). При цьому не можна виключати, що вожді кімврів могли носити кельтські імена, не будучи самі кельтами.
Ще одним непрямим свідченням є той факт, що римляни включали галлів до складу шпигунів, що діяли в таборах кімврів, аж до остаточного зіткнення їх з римською армією в 101 р. до н. е. Ряд дослідників приймають цей факт за свідчення в підтримку радше кельтського, ніж германського походження мови кімврів.
Джин Маркал писала, що кімври були пов'язані з гельветами, і, що особливо характерно — з безсумнівно кельтами тігуринами. Анрі Юбер пише: «Всі зазначені назви — кельтські, і не можуть бути ніякими іншими». Саме навіть назва «кімври» вкрай схожа з назвою Уельсу валлійською, одною з кельтських, мовою: валл. Cymru, що читається [kəmrɨ] і походить від загальнобритського *kom- brogi 'співвітчизники' (пор. також кумбрійська мова, Камберленд). Від цього слова походить і латинська назва Cambria. Згідно з Гальфридом Монмутським, Cambria походить від міфічного короля Камбера, але це слід визнати вигадкою.
Деякі автори дивляться з іншої точки зору — наприклад, Пітер С. Уеллс пише, що кімври — «явно не кельти».
Можливо, проти кельтського походження кімврів говорить свідчення про їх походження з північної Ютландії, оскільки в ній не засвідчені кельтські топоніми, а лише германські. Це, однак, не виключає підпадання кімврів під вплив галлів і засвоєння ними галльської культури в період, коли вони мешкали в Галлії.